# 볼라뇨숲쥐
볼라뇨숲쥐(Neotoma palatina)는 비단털쥐과에 속하는 설치류의 일종이다. 멕시코 할리스코주에서만 발견된다.

## 특징
대형 숲쥐로 전체 몸길이가 326~404mm이다. 꼬리 길이는 144~180mm이고 발 길이는 34~39mm, 귀 길이는 28~32mm이다. 검사한 표본의 몸무게는 198g이다. 털이 짧고 거칠다. 등 중간 쪽은 검은 속털때문에 어두운 색을 띤다. 옆구리와 뺨은 밝은 시나몬색을 띤다. 배는 희끄무레하다. 가슴과 엉덩이, 주둥이는 회색빛 갈색이다. 발은 희다.

## 생태
8월에 한 마리의 새끼를 밴 암컷이 포획된 기록이 있다.

## 서식지
볼라뇨숲쥐는 돌담을 포함하여 모래톱과 바위가 많은 환경을 따라 땅 위로 돌출되어 나온 경사면 근처 강가에서 발견되곤 한다. 해발 938m와 1904m 사이의 건조 관목 지대에서도 발견된다.